# Crescent City Connection
Crescent City Connection (CCC), früher die Greater New Orleans Bridge (GNO), bezeichnet zwei parallele, ähnlich aussehende stählerne Fachwerkbrücken über den Mississippi River in New Orleans, Louisiana, USA.
Beide Brücken haben jeweils vier Fahrspuren in eine Richtung, die nördliche hat zusätzlich zwei HOV-Spuren, deren Richtung je nach Verkehrsaufkommen gewechselt wird.
Sie unterstehen dem Louisiana Department of Transportation and Development.

## Lage
Die über die Brücken führende U.S. Route 90 Business verbindet das Zentrum von New Orleans mit den Gebieten am rechten Flussufer. Ein Teil der Brücken steht am linken Ufer des hier nach Norden fließenden Mississippi im Stadtgebiet von New Orleans. Über der rechten Hälfte des Stroms und einem kaum 300 m breiten Uferstreifen stehen sie im Gebiet der weiter südlich am rechten Ufer gelegenen Stadt Gretna, dem Verwaltungssitz des Jefferson Parish. Ihre anschließenden Rampenbrücken und die ehemalige Mautstation steht in dem zu New Orleans gehörenden Stadtteil Algiers.
Die Crescent City Connection ist die letzte Brückenverbindung über den Mississippi, gleichzeitig sind es die am meisten frequentierten Brücken unterhalb von St. Louis, Missouri. Ihre Länge inklusive der Vorlandbrücken, aller Zufahrten und der ehemaligen Mautstation wird mit 4093 m (13.428 ft) angegeben.

## Südliche Brücke (1958)
Die ältere, südliche Brücke wurde in den Jahren 1955 bis 1958 gebaut. Sie war die erste Fluss-Brücke in der Stadt New Orleans und nach der rund 16 km flussaufwärts stehenden Huey P. Long Bridge die zweite südlich von Baton Rouge.
Die ursprünglich Greater New Orleans Bridge (kurz GNO) genannte Brücke ist eine 920 m (3019 ft) lange stählerne Fachwerk-Auslegerbrücke mit einer 480 m (1575 ft) weiten Hauptöffnung. Sie hat zwei ungleich weite Seitenöffnungen, eine auf der linke Flussseite mit 260 m (853 ft) und eine über dem rechten Ufer mit 180 m (590 ft). Ihre lichte Höhe beträgt 45 m (150 ft) über MHW. Damit können viele Seeschiffe passieren, nicht aber die meisten Kreuzfahrtschiffe, die an einem Terminal unmittelbar unterhalb der Brücke anlegen.
Ihr Überbau ist 19,5 m (64 ft) breit. Zwischen den Untergurten ist die Fahrbahnplatte für die vier zusammen 15,85 m (52 ft) breiten Fahrspuren angeordnet, die beidseitig von 0,9 m (3 ft) breiten Streifen für die Leitplanken begleitet werden.
In konstruktiver Hinsicht handelt es sich um eine Gerberträgerbrücke mit einem 210 m (689 ft 4 7/8″) langen Einhängeträger, der auf den von beiden Seiten 135 m (443 ft) in die Hauptöffnung ragenden, als Kragträger fungierenden Teilen der Fachwerkträger lagert. Sie war damit die Auslegerbrücke mit der drittgrößten Stützweite (nach der Québec-Brücke und der Forth Bridge), hatte aber den längsten Einhängeträger weltweit.
Der Überbau wurde weitgehend aus Profilen erstellt, die zur Gewichtsersparnis mit länglichen Löchern versehen waren (anstelle der zuvor üblichen schmalen und mit diagonalen Verbindungen versteiften Profile). Diese Lochprofile waren vorher versuchsweise in bestimmten Bereichen der Huey P. Long Bridge eingesetzt worden. Nach umfangreichen Tests an der Lehigh University wurden sie an der Greater New Orleans Bridge erstmals allgemein verwendet.
Die Pfeiler mit zwei Stahlbetonschäften auf einem Sockel wurden mit großem Aufwand in den schwierigen Bodenverhältnissen gegründet. Ihre Fundamente wurden im Bereich zwischen den Niedrig- und Hochwassermarken mit Granit verkleidet.
Die Rampenbrücken bestehen am linken Ufer aus zwei, am rechten aus drei Feldern mit Fachwerkträgern, anschließend aus Feldern mit Stahlträgern, jeweils auf Betonstützen.
Der Planung der Brücke wurde von Modjeski & Masters erstellt, dem von Ralph Modjeski gegründeten und von Frank M. Masters weitergeführten Büro, das auch für die Bauüberwachung verantwortlich war. Bei der Planung wurden Windgeschwindigkeiten von bis zu 240 km/h (150 mph) zugrunde gelegt.
Der eigentliche Bau begann im März 1955. Eine eingeschränkte Verkehrsfreigabe erfolgte am 15. April 1958. Nach Erledigung der Restarbeiten fand am 18. Oktober 1958 die förmliche Eröffnung statt.

## Nördliche Brücke (1988)
Wegen des gestiegenen Verkehrsaufkommens wurde eine weitere Brücke notwendig, die ebenfalls von Modjeski & Masters geplant und 100 m weiter nördlich in der Zeit zwischen März 1981 und September 1988 gebaut wurde. Sie ist mit sechs Fahrspuren deutlich breiter als die ältere Brücke, sieht ihr ansonsten aber sehr ähnlich und hat praktisch die gleichen Abmessungen. In ihrer Konstruktion wurden natürlich die Entwicklungen der vergangenen 30 Jahre berücksichtigt, insbesondere bei den Berechnungsmethoden, dem Einsatz unterschiedlicher Stähle und der Verwendung geänderter Gelenke bei den Einhängeträgern. Ihre Rampenbrücken haben keine Fachwerkträger, sondern bestehen durchgehend aus Vollwandträgern.
Sie wurde mit einer aluminiumgrauen Farbe gestrichen, die vor einigen Jahren auch bei einer Sanierung der älteren Brücke verwendet wurde.
Im Jahr 1989 erhielten beide Brücken den Namen Crescent City Connection, der aus von der Bevölkerung eingereichten Vorschlägen ausgewählt wurde. Crescent City ist die aus ihrem sichelförmigen und an den zunehmenden Mond erinnernden Grundriss abgeleitete Bezeichnung von New Orleans.

## Hurrikan Katrina
Die beiden Brücken überstanden den Hurrikan Katrina vom Ende August 2005 weitgehend unbeschadet. Die Crescent City Connection erlangte jedoch unmittelbar danach traurige Berühmtheit, als einige hundert Menschen versuchten, am 1. September über die angeblich einzige verbleibende Brücke aus den überschwemmten Teilen von New Orleans zu entkommen. In dem allgemeinen Chaos veranlassten die (dafür keineswegs zuständigen) Leiter der von dem Hurrikan weniger betroffenen Stadt Gretna und des Jefferson Parish, dass die örtliche Polizei die Brücke sperrte und die Menschen mit Warnschüssen nach New Orleans zurücktrieb.